# Lijst van fietstermen
Dit is een lijst met vaktermen voor een fiets.
- Achtervork: gedeelte van het frame dat loopt vanaf de achteras richting het zadel en de trapas, onderverdeeld in de liggende achtervork (van achteras naar trapas) en staande achtervork (van trapas naar zadel).
- Axle-pegs: naafsteunen op Freestyle BMX fietsen bedoeld om speciale stunts uit te kunnen voeren.
- Balhoofd(set): lagers waarmee de voorvork in de balhoofdbuis draait
- Balhoofdbuis: deel van het frame waar de voorvork doorheen loopt
- Balhoofdhoek: de hoek waarmee de stuurbuis is gekanteld ten opzichte van een verticale lijn
- Biopace: door Shimano ontwikkelde ellipsvormige/ovale voorbladen
- Bracket: Deel van het frame waar de trapas door loopt.
- Butted: fenomeen waarbij bij de uiteinden van de buizen de wanddikte groter is dan in het midden, om zo gewicht te winnen zonder aan sterkte in te boeten.
- Cantileverrem: Een velgrem waarbij de remblokjes gemonteerd zijn op hefboompjes die aan één kant op een nok aan de framebuizen bevestigd zijn en aan de bovenkant met een driehoekvormige kabel door de remkabel bij elkaar getrokken worden.
- Cassette: achtertandwielen, meestal bestaande uit 9, 10 of 11 tandwielen (vroeger minder; tegenwoordig zelfs al 12)
- Carbon: Composietmateriaal, Wordt veel gebruikt bij racefietsen en mountainbikes voor wedstrijden, Lichter dan aluminium en kan in elke vorm gemaakt worden, Is in de lengterichting zeer sterk.
- Chainsuck:  gebeurtenis waarbij de ketting aan de onderkant van voorblad niet meer loslaat en zo mee omhoog wordt getrokken. Heeft meestal beschadiging van de achtervork tot gevolg.
- Compact: dubbel crankstel waarbij bladen van 50 en 34 tanden worden gebruikt in plaats van de traditionele 53 en 39, als compromis tussen een double en een triple.
- Compact frame: zie sloping frame
- Crank: verbindingsstuk tussen trapas en de pedalen
- Crankset/crankstel: cranks inclusief voorste kettingblad(en)
- Derailleur: apparaat bij achter- en/of voortandwielen wat ervoor zorgt dat je in een andere versnelling kan fietsen, door de ketting via andere tandwielen kan laten lopen.
- Detangler: deel van het remsysteem v.e. BMX fiets dat ervoor zorgt dat het stuur 360° gedraaid kan worden.
- Double: twee voorste kettingbladen (standaard bij wedstrijdrijders)
- Ergopower:  methode waarmee fabrikant Campagnolo het remmen en schakelen integreert in de rem/schakelhendels, Lijkt veel op Shimano's STI.
- Framegeometrie: Maten en maatverhoudingen van het fietsframe alsmede de hoeken tussen de framedelen[1].
- Full-suspension: Vering in de achtervork, en in de voorvork. Tegenovergestelde: Rigid
- Groep: een aantal bewegende onderdelen
- Gyro: zie Detangler
- Hardtail of Hard-Tail (ook bekend als HT/H-Tail): Geen vering in de achtervork, wel in de voorvork.
- HeadShok:  Voorvork van Cannondale met het veringssysteem in de stuurbuis, Wordt ook gebruikt op sommige fietsen van Giant. (sommige e-bikes van dat merk gebruiken er een)
- Kettingblad: in het algemeen tandwielen waar een ketting overheen loopt, bij fietsen in het bijzonder: de tandwielen bij het crankstel. Ook wel voorbladen genoemd.
- Kettingpons: Een stuk gereedschap waarmee de ketting "geopend" kan worden door een stift uit de ketting te persen.
- Kettingspanner: Onderdeel dat er of voor zorgt dat of de ketting makkelijk op de juiste spanning kan worden gezet tijdens de montage van het achterwiel en tevens helpt bij het richten van het achterwiel. Of deze zorgt ervoor dat de ketting op de juiste spanning blijft bij het gebruik van de fiets.
- Ligstuur: een stuur waarmee je een aerodynamische houding kan aannemen, ook wel triathlonstuur genoemd.
- Lefty: Voorvork van Cannondale met maar 1 vorkpoot, Wordt Lefty genoemd omdat er aan de linkerkant de vorkpoot zit.
- Look-pedalen: samen met SPD(SL) en Time het meest gebruikte kliksysteem voor pedalen (speciale schoenen en clips vereist)
- Lugs: verbindingsmoffen tussen de verschillende framebuizen, tegenwoordig worden veel frames zonder lugs in elkaar gezet (lugless frame).
- Mannetje: verbindingsstukje in het fietsframe met name boven het achterwiel wat de staande achtervorken met elkaar verbindt, en bij de achterbrug ter hoogte van de trapas. Kan tevens aanwezig zijn bij omafietsen tussen de onder- en bovenbuis.
- Naaf: onderdeel wat zorgt voor de lagering tussen as en wiel
- Naafversnelling: een versnellingssysteem dat geheel in de naaf van het achterwiel is weggewerkt
- Naloop: ook wel naspoor genoemd, is het verschil tussen het raakpunt van een denkbeeldige lijn door het balhoofd van een tweewieler en het raakpunt van het voorwiel op de weg. Deze bepaalt het stuurgedrag van een wiel in hoge mate.
- Oversized: Term gebruikt bij sturen voor atb en race duidend op de diameter van de buis op de plek van bevestiging aan de stuurnok (1 1/8e inch)
- Pedaal:  "trappers", verbinding tussen de schoenen en de cranks
- Q-waarde: Horizontale afstand (in mm) tussen de beide pedalen. Hoe kleiner, hoe efficiënter de trapbeweging
- Remnaaf: Een (achter)naaf met remvoeringen binnenin de naaf, vaak een terugtraprem.
- Rigid:  Geen vering in zowel de voor- als de achtervork, Rigid betekent stijf
- Rollerbrakes: Naafrem van Shimano, gebruikt rolletjes en een trommel als rem-element.
- Rotor: zie Detangler
- Schijfrem: Remmen waarbij een schijf met het wiel mee draait die door remblokken tegengehouden kan worden.
- Shifter: : zie Versteller
- Shimano:  Japanse fabrikant van fietsonderdelen.
- Sloping frame (ook wel compact): frame met een kortere zitbuis en een schuin oplopende bovenbuis
- Snelsluiter Dit maakt het mogelijk wielen te wisselen zonder gereedschap, Ook incorrect bekend als Snelspanner.
- Spaak: Spaken vormen de verbinding tussen de velg en de as van een wiel
- Spaaknippel: Het onderdeel dat de spaak met de velg of naaf verbindt en waarmee de spaak op spanning gezet kan worden.
- SPD-pedaal: Voluit Shimano Pedaling Dynamics is een systeem van klikpedalen.
- SRAM: Amerikaanse concurrent van Shimano, Heeft onder andere Truvativ, Rock Shox, Sachs, Zipp en Avid opgekocht.
- Standaard: een onderdeel van een fiets waarmee het mogelijk is de fiets rechtop stil te zetten (Vlaams: staander of pikkel).
- STI:  afkorting van Shimano Total Integration, de methode waarmee onderdelenfabrikant Shimano het remmen en schakelen integreert in de rem/schakelhendel
- Stuurlint:  Wordt om het stuur gewikkeld voor grip en comfort.
- Stuurnok (of stuurpen):  Verbinding tussen de voorvork en het stuur.
- Suntour:: Oude fabrikant van fietsonderdelen, Was eens een heel grote fietsonderdelenfabrikant, maar is bijna failliet gegaan en overgenomen door het Taiwanese SR, Heeft onder andere een patent gehad op slant-parallellogram-achterderailleurs, Was de concurrent van landgenoot Shimano.
- Trapas: As die de beide cranks verbindt, Wordt ook bottom bracket of BB genoemd op het internet.
- Toeclips: Oud pedalensysteem, waarbij een schoen in een korfje geplaatst wordt.
- Triple: Drie kettingbladen voor, Komt vooral veel op mountainbikes en racefietsen voor recreatief gebruik.
- Trommelrem: Een rem die bestaat uit een remtrommel die meedraait met het wiel met daarin remschoenen.
- V-brakes: Een velgrem waarbij de remblokjes gemonteerd zijn op hefboompjes die aan één kant op een nok aan de framebuizen bevestigd zijn en aan de bovenkant naar elkaar toe worden getrokken door de remkabel.
- Velgrem: Een rem waarbij een remblok dat tegen de velg van een fiets wordt gedrukt om te remmen.
- Versteller: onderdeel om de fietsversnellingen mee te bedienen
- Voorvork: Tweebenig onderdeel waar het voorwiel in vastgeklemd zit. Staat via het balhoofd in verbinding met het frame
- Vorkkroon: Punt waar de twee armen van de voorvork samenkomen
- Vorksprong: De afstand dat de vorkpoten voor het balhoofd/stuurbuis zijn geplaatst
- Wielbasis: De afstand tussen de as van het voorwiel en de as van het achterwiel
- Zadelpen: Pen die het frame verbindt met het zadel
- Zadelstrop: Klem die de zadelpen in het frame klemt
- Zadel:  Onderdeel van de fiets waar het zitvlak op rust. (let op: de zadelpen wordt niet tot het zadel gerekend!)
- Zadelhoogte: De afstand van de bovenkant van het zadel tot het hart van de pedaalas op het punt waarop dit pedaal het verst van het zadel verwijderd is. (Dit geldt niet voor ligfietsen.)